# Olga Khokhlova
Olga Stepanovna Picasso rozená Khokhlova (Chochlova) (rusky: Ольга Степановна Хохлова; 17. června 1891 Nižyn – 11. února 1955 Cannes) byla rusko-ukrajinská baletka a první manželka malíře Pabla Picassa, matka jeho syna Paula a jedna z jeho raných umělecký múz.

## Životopis

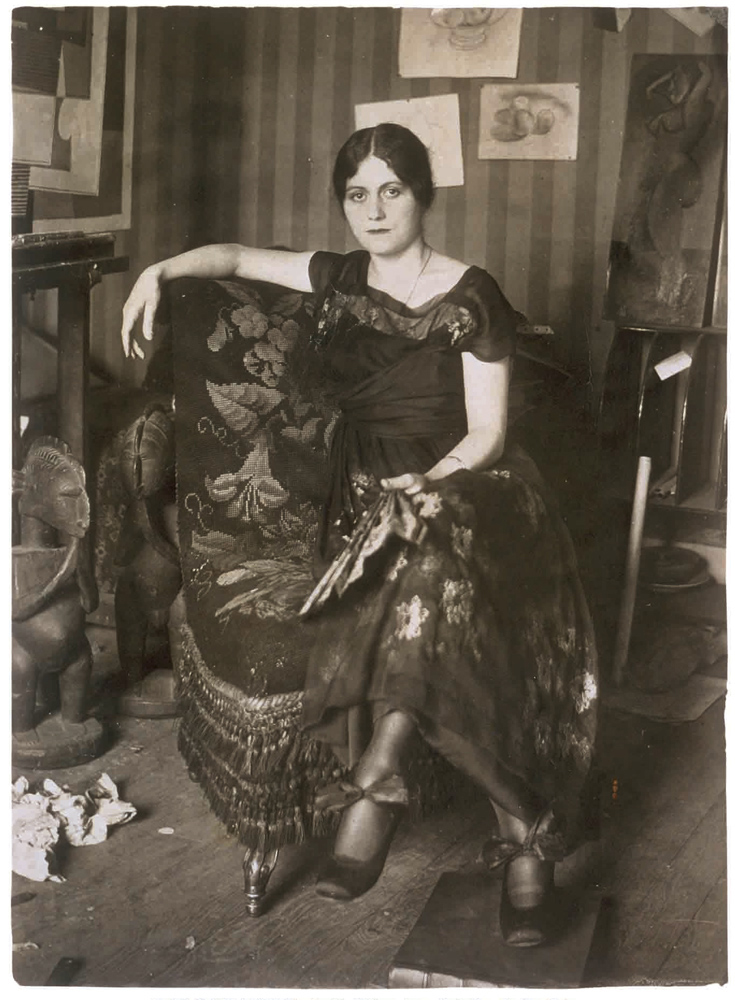
Olga Khokhlova in Picassově studiu v Montrouge, jaro 1918

Narodila se v Nižynu v Černigovské gubernii na Ukrajině (tehdy součást Ruského impéria). Její otec Stepan Khokhlov byl plukovník ruské imperiální armády. Její matka Lydia Zinčenko byla ukrajinského původu. Manželé měli tři syny a dvě dcery. Olga toužila stát se balerínou od doby, kdy na návštěvě ve Francii viděla představení Madame Shroessont. Studovala v Petrohradu na soukromé baletní škole a v roce 1915 se stala členkou souboru Ruského baletu Sergeje Ďagileva.
Dne 18. května 1917 tančila v baletu Parade Sergeje Ďagileva, Erika Satieho a Jeana Cocteaua, během úvodního večera v Théâtre du Châtelet. Výpravu a kostýmy navrhl Pablo Picasso. Khokhlova po setkání s Picassem opustila soubor na turné do Jižní Ameriky a zůstala s ním v Barceloně. Picasso ji představil své rodině. Jeho matka byla nejdříve znepokojena myšlenkou, že by si její syn vzal cizinku. Picasso jí proto věnoval malbu Khokhlové jako španělské dívky (Olga Khokhlova in Mantilla). Později se Khokhlova s Picassem vrátila do Paříže, kde spolu začali žít na Rue La Boétie.
Vzali se 12. července 1918 v ruské ortodoxní katedrále na Rue Daru v Paříži. Za svědky jim šli Jean Cocteau a Max Jacob. Byla jednou z Picassových prvních múz.
V červenci 1919 jeli do Londýna na představení Le Tricorne, pro které Picasso navrhl kostýmy a výpravu, podle přání Sergeje Ďagileva. Balet byl uveden také v Alhambře ve Španělsku a měl velký úspěch v Opéra national de Paris.
Dne 4. února 1921 Khokhlova porodila syna Paula. Následně se vztah manželů začal rozpadat. V roce 1927 si Picasso začal románek se sedmnáctiletou francouzskou dívkou Marie-Thérèse Walter. V roce 1935 se o poměru Khokhlova dozvěděla od přítele, který ji informoval, že je Walterová těhotná. Khokhlova se záhy se synem přestěhovala do jižní Francie a zažádala o rozvod. Picasso odmítl rovnoměrné rozdělení majetku podle francouzského práva, a tak Khokhlova zůstala ve formálním manželství s Picassem až do své smrti v roce 1955. Zemřela na rakovinu v Cannes.

### Potomci
Její syn Paulo (1921–1975) si vzal Emilienne Lotte, s níž se rozvedl v roce 1953. Měli spolu dvě děti: Pablito (5. března 1949 – spáchal sebevraždu 2. července 1973), Marina (* 14. listopadu 1950). Později se Paulo oženil s Christiane Pauplin. Narodil se jim syn Bernard Ruiz-Picasso, který se svou matkou založil Picassovo muzeum v Malaze. V roce 1990 Marina Picasso založila sirotčinec v Thu Duc ve Vietnamu (bývalá vojenská základna), který pojmenovala ho „Vesnice mládí”. Byl financován jejím dědictvím po dědečkovi Pablu Picassovi. Marinina nadace také organizovala kopání studen ve Vietnamu, pravidelné zásilky mléka sirotkům a nemocnicím a finance na zemědělské dotace a studijní stipendia.

## V kultuře
V televizním seriálu Génius (2018), jehož druhá sezóna se věnuje životu Pabla Picassa, Olgu ztvárnila herečka Sofia Doniants.